# Herman Riegel

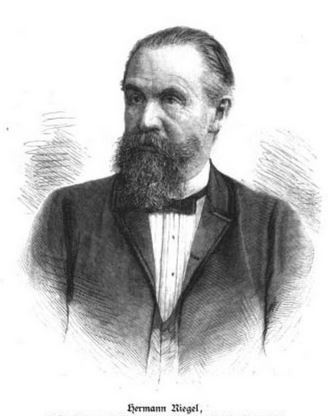

Herman Riegel, född den 27 februari 1834 i Potsdam, död den 12 augusti 1900, var en tysk konsthistoriker
Riegel var sedan 1869 museidirektör först i Leipzig, därefter i Braunschweig. Bland hans arbeten kan nämnas Cornelius, der Meister der deutschen Malerei (1866 och 1883), Grundriss der bildenden Künste (1865; flera upplagor), Beiträge zur niederländischen Kunstgeschichte (2 delar, 1882) och Beiträge zur Kunstgeschichte Italiens (1898). Han utgav Carstens skrifter i 3 delar (1869–1884).